# Proces produkcji gry komputerowej The Last of Us Part II
Proces produkcji gry komputerowej The Last of Us Part II trwał przez kilka lat, a zaangażowanych było w niego ponad 2100 osób, w tym trzystupięćdziesięcioosobowy zespół ze studia Naughty Dog. Zwieńczony został premierą gry, wydanej przez Sony Interactive Entertainment na konsolę PlayStation 4, w czerwcu 2020 roku. Part II jest kontynuacją The Last of Us z 2013; wstępne prace nad nią rozpoczęły się w 2014 po premierze odświeżonej wersji pierwszej części na PlayStation 4 – The Last of Us Remastered. Proces produkcyjny nadzorował Neil Druckmann, który podobnie jak w przypadku poprzedniczki pełnił funkcję reżysera i głównego scenarzysty; na współreżyserów wybrano Anthony’ego Newmana i Kurta Margenau. Po pierwszej zapowiedzi gry, mającej miejsce w 2016, była ona intensywnie promowana poprzez zwiastuny oraz na pokazach branżowych. Datę premiery kilkukrotnie przesuwano, głównie ze względu na obostrzenia covidowe. Podczas prac nad grą jej twórcy doświadczali crunchu, pracując po dwanaście godzin dziennie przez długi czas, co było pokłosiem licznych zwolnień po crunchu podczas prac nad Uncharted 4: Kresem złodzieja (2016).
Podczas pisania scenariusza Druckmann współpracował z Halley Gross. Fabuła była częściowo inspirowana jego doświadczeniami z dzieciństwa, które spędził na Zachodnim Brzegu Jordanu, gdzie przemoc była często spotykana. Gross czerpała inspiracje z zespołu stresu pourazowego, jakiego sama doświadczyła. Ashley Johnson i Troy Baker ponownie wcielili się w Ellie i Joela. Ellie stała się jedną z dwóch grywalnych postaci; w drugą, Abby Anderson, wcieliła się Laura Bailey. Zmiana perspektywy inspirowana była podobną zmianą w pierwszej części. Scenarzyści chcieli obnażyć słabości Abby, mając świadomość, że gracze początkowo ją znienawidzą; celem było, żeby pod koniec mogli się z nią utożsamiać.
Pracując nad grą twórcy wycisnęli maksimum możliwości sprzętowych z PlayStation 4, co pozwoliło na stworzenie większych lokalizacji i umieszczenie w nich większej liczby wrogów niż w części pierwszej. Usprawniona sztuczna inteligencja miała zapewnić nawiązanie bliższej więzi z postaciami – część elementów rozgrywki została zaprojektowana tak, żeby wzbudzać w graczu emocje wzmacniające tę więź. Part II początkowo miała być grą z otwartym światem, ostatecznie jednak zdecydowano się na bardziej liniowe podejście, żeby wzmocnić przekaz. Na potrzeby gry rozwinięto opcje przystępności wprowadzone w Uncharted 4; pracując nad nimi twórcy uczęszczali na poświęcone temu zagadnieniu konferencje i współpracowali ze specjalistami w tej dziedzinie. Muzykę ponownie skomponował Gustavo Santaolalla, a dodatkowe utwory napisał Mac Quayle.

## Zarys procesu produkcji
Nad grą pracowało łącznie około 2169 osób z czternastu studiów. Pierwsze koncepty fabularne powstały pod koniec 2013, po zakończeniu produkcji The Last of Us i jej premierze, zaś prace rozpoczęły się w 2014, po premierze The Last of Us Remastered. W sierpniu 2017, kiedy do sprzedaży trafiło Uncharted: Zaginione dziedzictwo, cały trzystupięćdziesięcioosobowy zespół Naughty Dog został przeniesiony do prac nad Part II. Proces produkcji nadzorował Neil Druckmann, będący scenarzystą i reżyserem, podobnie jak w przypadku Uncharted 4: Kresu złodzieja (2016). Bruce Straley, reżyser pierwszej części, opuścił Naughty Dog w 2017; Druckmann stwierdził, że wskutek tego Part II – pierwsza gra, którą współtworzył bez niego – charakteryzuje się inną dynamiką.
Na współreżyserów wybrano Anthony’ego Newmana i Kurta Margenau; był to pierwszy przypadek w historii studia, kiedy nad grą pracował więcej niż jeden reżyser. Obaj zatrudnili się w Naughty Dog podczas prac nad Uncharted 2: Pośród złodziei (2009); Newman pracował wcześniej jako projektant walki wręcz przy The Last of Us, a Margenau był reżyserem Uncharted: Zaginionego dziedzictwa. Margenau i Newman nadzorowali zastosowane w grze elementy rozgrywki, takie jak projekt poziomów czy wykorzystane w niej mechaniki. Współprojektantami byli Emilia Schatz i Richard Cambier – funkcje te pełnili wcześniej również podczas prac nad Uncharted 4.
Druckmann stwierdził, że chociaż Naughty Dog mogło zrobić dowolną grę, będącą przedstawicielką dowolnego gatunku, największy entuzjazm wzbudziła możliwość kontynuowania historii z The Last of Us – twórcy wiedzieli, że gracze uwielbiają przedstawione w miej postacie, mieli jednak świadomość, że kontynuacja może podzielić fanów. Grze nadano podtytuł Part II, ponieważ uważano ją za naturalne przedłużenie części pierwszej. Druckmann chciał, żeby część druga była sequelem takiego kalibru jak Ojciec chrzestny II (1974) dla Ojca chrzestnego (1972). Chociaż pierwotnie w grze miał znaleźć się tryb wieloosobowy, ostatecznie zrezygnowano z niego, żeby wszystkie moce przerobowe przekierować na usprawnienie kampanii dla jednego gracza. Pracownicy Naughty Dog stwierdzili, że nad żadną grą nie pracowali wcześniej tak długo, jak nad The Last of Us Part II. Wobec kalifornijskich obostrzeń covidowych pracownikom zaproponowano możliwość pracy zdalnej, która w ostatnich miesiącach produkcji stała się obowiązkowa. Dział zarządzania operacjami zadbał o to, żeby zmiana ta nie nastręczała twórcom trudności, zapewniając im sprzęt, którym nie dysponowali w warunkach domowych, jak chociażby zestawy deweloperskie. Druckmann stwierdził, że studio miało duże szczęście, ponieważ gra była niemal ukończona kiedy liczba zakażeń koronawirusem w Stanach Zjednoczonych zaczęła drastycznie rosnąć. Produkcja zakończyła się 4 maja 2020, kiedy gra została skierowana do tłoczni.
Według śledztwa dziennikarskiego przeprowadzonego przez Jasona Schreiera z serwisu Kotaku podczas produkcji Part II twórcy doświadczali crunchu, pracując po dwanaście godzin dziennie, a kiedy premiera została opóźniona, zostali zmuszeni do pracy w takich warunkach przez kilka kolejnych miesięcy. Przyczyną takiego stanu rzeczy był masowy odpływ pracowników podczas produkcji Uncharted 4, również naznaczonej crunchem, po której w studiu pozostało zaledwie kilku weteranów. Część twórców miała wyrażać nadzieję, że gra okaże się porażką, co miałoby udowodnić, że praca w takich warunkach nie zdaje egzaminu. Wydawca, Sony Interactive Entertainment, zapewnił twórcom dodatkowe dwa tygodnie na łatanie błędów. Druckmann stwierdził, że podczas prac nad Part II nie udało mu się zapewnić zespołowi komfortowych warunków pracy, dlatego przy następnych projektach pomagać będą zewnętrzne studia.

## Fabuła i świat przedstawiony

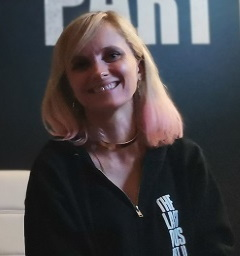
Halley Gross zaproszono do współpracy nad scenariuszem niedługo po tym, jak zakończyła pracę nad serialem telewizyjnym Westworld.

Druckmann w 2018 roku został awansowany na wiceprezesa Naughty Dog, wobec czego miał mniej czasu na napisanie scenariusza Part II niż w przypadku The Last of Us – podczas gdy do części pierwszej napisał prawie cały, w przypadku kontynuacji była to mniej niż połowa. Na drugą scenarzystkę wybrano Halley Gross, której zaproponowano tę funkcję w 2016, kiedy zakończyła pracę nad serialem telewizyjnym Westworld. Zatrudniona została na wczesnym etapie prac nad grą, mając pomóc Druckmannowi nakreślić historię i postacie. Stwierdziła, że Druckmanna interesują bardzo podobne co ją motywy. Kiedy dołączyła do zespołu, Druckmann miał już ogólny zarys całej historii; jej zdaniem spojrzenie na postacie z perspektywy kogoś z zewnątrz i jej osobiste doświadczenia ze stresem pourazowym pomogły napisać lepszy scenariusz. Rozwijając historię razem nakreślili dalsze kluczowe wydarzenia, a następnie przedstawili je do ewaluacji pozostałym pracownikom studia. Pracowali w kolejności niechronologicznej z animatorami, projektantami środowiska i innymi działami, żeby rozwinąć już istniejące pomysły. Każda sekcja gry została rozrysowana na ścianie za pomocą kart katalogowych; jeżeli któraś nie współgrała z tempem narracji albo „miała być tylko super i nic ponad to”, usuwano ją. Druckmann stwierdził, że nowe spojrzenie Gross na postacie uczyniło je bardziej wiarygodnymi, zwłaszcza pod względem kwestii romantycznych i humoru. Wraz z rozwojem projektu Gross otrzymywała kolejne obowiązki, wobec czego po dwóch latach prac mianowano ją „główną scenarzystką narracji”. Dodatkowe dialogi napisali Josh Scherr i Ryan James; Scherr stworzył również opisy kart z superbohaterami znajdowanych przez Ellie.
Druckmann przyznał, że pisząc przez dwa lata scenariusz do Uncharted 4, nabrał przekonania, że nie musi spieszyć się podczas prac nad Part II. Zespół eksperymentował z różnymi strukturami fabuły, w pewnym momencie rozważano także całkowite zaprzestanie prac nad grą, dopóki nie znaleziono sposobu, dzięki któremu mogła ona stanowić lustrzane odbicie części pierwszej. Druckmann stwierdził, że podczas gdy The Last of Us opowiada o skrajnych środkach, jakie podejmuje się w imię miłości, Part II koncentruje się na tym, jak daleko ktoś jest w stanie się posunąć, żeby pomścić ukochanych. Początkowo stwierdził, że pierwsza gra koncentruje się na miłości, a druga na nienawiści; w późniejszym czasie przyznał, że obie są o miłości – o tym, co w niej najlepsze i najgorsze. W jego odczuciu miasteczko Jackson, którego mieszkańcy starają się żyć według standardów moralnych sprzed apokalipsy, jest odzwierciedleniem tego, co dobre; Front Wyzwolenia Waszyngtonu (WLF) i będący z nimi w stanie wojny serafici mają reprezentować to, co najgorsze, dając jednak przebłyski nadziei. Druckmann był świadomy tego, że historia przedstawiona w grze może nie spodobać się niektórym fanom, stwierdził jednak, że woli żywiołowy hejt internetowy niż obojętność. Jego zdaniem niektórzy gracze uznawali postacie z pierwszej części za „święte”, dlatego w kontynuacji chciał zrewidować ten pogląd.
Motywy zemsty i wymierzenia kary zainspirowane zostały doświadczeniami z dzieciństwa Druckmanna, który dorastał w na Zachodnim Brzegu Jordanu, gdzie przemoc była często spotykana. Jako przykład podał lincz na izraelskich rezerwistach, do jakiego doszło w 2000 roku w Ramallahu; oglądając wiadomości na ten temat i słysząc wiwatujący tłum, zaczął myśleć o brutalnym wymierzeniu sprawcom sprawiedliwości; później przyznał, że myśli te wywoływały w nim „obrzydzenie i poczucie winy”. Jego zamiarem było, żeby gracz poczuł „chęć zemsty”, zanim pozna pełny obraz sytuacji i uświadomi sobie, z jakimi wiąże się to konsekwencjami. Po ustaleniu głównych motywów, na jakich opierać będzie się gra, resztę zarysu fabularnego skończył w ciągu kilku tygodni. Przyznał, że część zespołu była niechętna cynizmowi bohaterów, on jednak wolał historię polaryzującą niż „przyziemną”. Zauważył, że historie opowiadające o zemście z reguły nie są czarno-białe, stąd też chciał przenieść te odczucia na graczy wykorzystując interaktywność gier komputerowych. Zwrócił również uwagę, że ludzie będący świadkami straszliwych wydarzeń często chcą wymierzyć sprawiedliwość na własną rękę, ale powstrzymują ich prawo i normy społeczne. Ponieważ w uniwersum The Last of Us ograniczenia te zniknęły wraz z upadkiem cywilizacji, Part II stanowiła sposobność do przedstawienia tego motywu. Szukając inspiracji Druckann obejrzał film dokumentalny Paradise Lost: The Child Murders at Robin Hood Hills (1996) oraz jego kontynuacje – Revelations (2000) i Purgatory (2011); i zastanowiły go słowa rodziców, chcących skrzywdzić bądź zabić Trójkę z West Memphis na podstawie jedynie zarzutów o morderstwo. Uznał, że komentarze rodziców były „wypaczeniem miłości”, mającym usprawiedliwiać haniebne uczynki w imię pomszczenia ukochanych. Inspiracją była także książka Dave’a Grossmana O zabijaniu (1996) poświęcona odwrażliwieniu żołnierzy na przemoc.
Druckmann wskazał, że innymi motywami poruszanymi w grze są trybalizm, stres pourazowy i pogoń za sprawiedliwością. Jego zdaniem ludzie często dehumanizują tych, którym się sprzeciwiają, chcąc usprawiedliwić tym swoje działania, a zachowanie takie jest szczególnie zauważalne we współczesnym dyskursie politycznym i w Internecie, chciał więc poruszyć ten temat w grze, jednak bez uciekania się do „moralizatorstwa”. Gross dodała, że „to, co dla jednego jest sprawiedliwością, dla innego będzie zemstą”, stąd chciano, żeby fabuła przedstawiona została z dwóch perspektyw, ukazując różne konsekwencje tych samych działań. Według Druckmanna przedstawienie brutalnych zachowań było niezbędnym elementem opowieści o kręgu przemocy, jednak członkowie zespołu, którzy nie czuli się komfortowo przy tworzeniu tego typu treści, mogli pracować nad innymi. John Sweeney, jeden z dyrektorów artystycznych, dążył do tego, żeby przemoc w grze była realistyczna – cel ten chciano osiągnąć poprzez jej minimalizowanie, a nie podkręcanie. W jednej ze scen pojawia się postać grająca na playstation vicie w Hotline Miami (2012) – grę również poruszającą motywy przemocy, której Druckmann i inni członkowie zespołu są fanami; zawarcie jej w Part II miało stanowić rozwinięcie tego motywu. W pierwotnej wersji w scenie tej pojawiała się wcześniejsza gra stworzona przez Naughty Dog, jednak Dennaton Games – twórcy Hotline Miami – zgodzili się na wykorzystanie jej fragmentów Według Cambiera Ellie dopuszcza się przemocy zarówno w imię miłości, jak i ze względu na nienawiść, stąd jej działania są usprawiedliwione ze scenariuszowego punktu widzenia.
W trakcie cyklu produkcyjnego kilkukrotnie zmieniano fabułę. W fazie preprodukcyjnej rozważano pomysł, w ramach którego Ellie dowiaduje się o innych osobach odpornych na zarazę. Na pewnym etapie miała ona spędzić w Seattle pięć dni, a nie trzy jak w ostatecznej wersji; w tym czasie miała m.in. trafić na wyspę serafitów, co miało jeszcze bardziej uczłowieczyć tę grupę. Podczas pobytu na farmie Ellie miała polować na niedźwiedzia; chociaż sekwencja ta została w pełni ukończona, zdecydowano się ją usunąć, uznając, że negatywnie wpływa na tempo gry – zamiast tego polowanie wzmiankowane jest tylko w dzienniku Ellie. We wczesnych wersjach scenariusza Joel miał mieć dziewczynę imieniem Esther, która wspomniana została podczas wydarzenia muzycznego The Last of Us: One Night Live (2014), w ramach którego aktorzy odgrywali na żywo sceny z gry w akompaniamencie muzyki Santaolalli. Esther miała mieszkać około dwóch godzin drogi od Jackson; kiedy Ellie i Joel udali się do niej w odwiedziny i odkryli, że została ugryziona, jej śmierć miała stać się przyczynkiem do rozmowy na temat lekarstwa. Postać ostatecznie została usunięta, ponieważ uznano, że wprowadzono ją zbyt pospiesznie, a dodatkowo miała większe znaczenie dla wątku Joela niż Ellie. W grze pozostawiono list miłosny od Esther, ale i ten ostatecznie usunięto.
Druckmann uznał, że tempo pierwszej części było podobne do filmowego, a tworząc Part II chciał nadać grze tempa powieści, w której znalazło się kilka spokojniejszych momentów. Część dialogów zainspirowana została przez brytyjską czarną komedię The End of the F***ing World (2017–2019). Znajdowane po drodze listy i zapiski powstawały w konsultacji z zespołem – podczas tworzenia poziomu dyskutowano na temat tego, jaka historia może stać za poszczególnym miejscem czy obiektem. Twórcy wybrali Seattle na główne miejsce akcji ze względu na pagórkowaty krajobraz i zmienną pogodę, co pozwalało na napisanie bardziej zróżnicowanych scenariuszy rozgrywki. Graficy z Naughty Dog wybrali się do Seattle, żeby zobaczyć tamtejszą architekturę, roślinność, materiały, topografię i oświetlenie, co miało przełożyć się na stworzenie jak najbardziej fotorealistycznych tekstur. Twórcy eksperymentowali z elementami otwartego świata, na wzór tych obecnych wcześniej w Kresie złodzieja i Zaginionym dziedzictwie; według Druckmanna otwarty świat Seattle miał pogłębiać poczucie zagubienia i frustracji Ellie. Ostatni akt gry miał rozgrywać się w Meksyku, później jego akcję przeniesiono jednak do Santa Barbary w Kalifornii.

## Postacie
Ashley Johnson i Troy Baker ponownie wcielili się w Ellie i Joela. Druckmann przedstawił Johnson zarys fabularny Part II podczas spotkania w restauracji na wczesnym etapie prac nad dodatkiem do pierwszej części, Left Behind (2014), a Bakerowi podczas 10. gali rozdania British Academy Games Awards. Reżyser stwierdził, że aprobata ze strony Johnson była pierwszym znakiem, że zarys fabularny zmierza w dobrym kierunku. Nagrania z udziałem aktorów realizowane były w studiu w Playa Vista w Los Angeles; dzięki wykorzystaniu techniki performance capture nagrywano jednocześnie głosy, ruchy postaci i mimikę. Podczas nagrań aktorzy nosili kostiumy do przechwytywania ruchu i zamontowane na głowach kamery, które rejestrowały sposób, w jaki poruszały się ich mięśnie twarzy i oczy. Nagrania trwały od 2017 do kwietnia 2019. Aktorom pozwolono na improwizowanie i zgłaszanie pomysłów; Druckmann stwierdził, że jeżeli było to konieczne, poszczególne ujęcia powtarzano „dwadzieścia albo trzydzieści razy”. Zdaniem Gross celem scenarzystów było „napisanie najbardziej wielowymiarowych postaci, jakie widziano w grach komputerowych”. Zależało jej przede wszystkim na przedstawieniu wielowymiarowości Ellie poprzez zaprezentowanie zarówno jej siły, jak i słabości, oraz na historii, „w której nie ma bohaterów ani złoczyńców”. Druckmann stwierdził, że wszystkie trzy grywalne postacie – Joel z pierwszej części oraz Ellie i Abby z Part II – są do siebie bardzo podobne, ponieważ każda z nich cierpi próbując przezwyciężyć traumę i „wyciszyć swoje demony”.
Druckmann przyznał, że twórcy byli podekscytowani możliwością pogłębienia postaci Ellie, zwłaszcza w kontekście utraty przez nią niewinności, porównując to do odczuć, jakie mieli scenarzyści serialu telewizyjnego Breaking Bad (2008–2013) mogący pogłębić postać Waltera White’a. W pewnym momencie rozważano stworzenie kontynuacji bez Ellie i Joela, uznano jednak, że będzie ona mniej interesująca. Wcielając się w główną grywalną postać Johnson miała na uwadze to, czego nauczyła się od Bakera podczas prac nad pierwszą częścią. Czerpała inspirację ze swoich własnych doświadczeń związanych z lękiem, a wraz z Druckmannem zgłębiała tematykę zespołu stresu pourazowego (PTSD). Fascynacja Ellie astronomią zainspirowana została przez prywatne zainteresowania Johnson, a pasja do komiksów – dzieciństwem Druckmanna.
Główna grafik postaci Ashley Swidowski zaprojektowała oczy Ellie tak, żeby odzwierciedlały ponurość nieobecną w części pierwszej, gdzie jej oczy były większe, mając podkreślać jej jeszcze dziecinną naturę. Tatuaż Ellie z ćmą zaprojektowany został przez kalifornijską tatuażystkę Natalie Hall, ponieważ zespół miał problem ze stworzeniem go we własnym zakresie. Hall naniosła go na ramię jednego z twórców, żeby graficy mieli odniesienie i mogli lepiej oddać go w grze. Motyw z ćmą pojawił się również na gitarze Ellie, co łączy ją z tatuażem. Według Druckmanna natura ciem lgnących do światła korespondowała z obsesją Ellie w grze, przypominając jej też o Joelu. Ubrania noszone przez Ellie zaprojektowano tak, żeby marszczyły się w realistyczny sposób. Prowadzony przez nią dziennik dodano na późnym etapie prac jako element mający pogłębić i lepiej oddać jej odczucia.

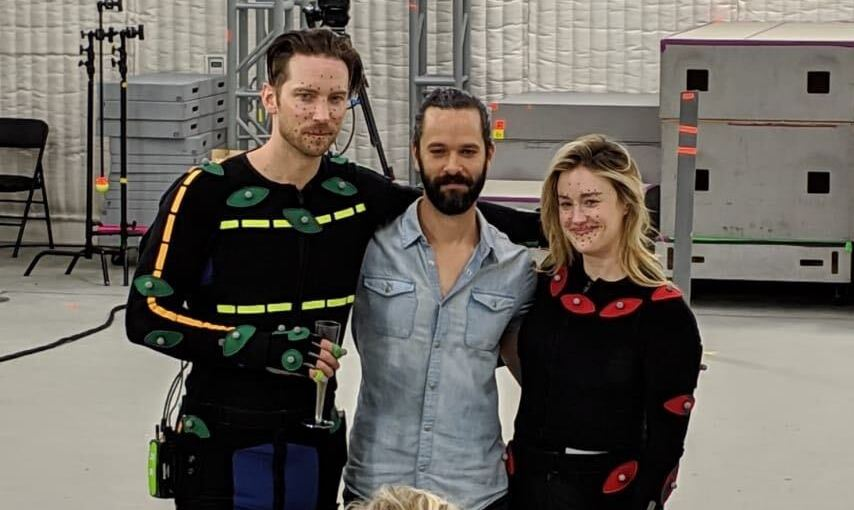
Baker, Druckmann i Johnson ostatniego dnia nagrywania performance capture.

Retrospekcje z udziałem Joela i Ellie miały nadać kontekst działaniom bohaterki i przypominać graczowi o głównym celu jej podróży. Scenarzyści chcieli, żeby we wspomnieniach tych pojawił się konflikt, nie chcąc, żeby ich relacja stanęła w miejscu. Uznali też, że gdyby Joel nie poniósł żadnych konsekwencji tego, co zrobił pod koniec części pierwszej, „nie przysłużyłoby się to” kontynuacji. Druckmann stwierdził, że początkowo retrospekcje były „porozrzucane bez ładu i składu po całej grze”, a udało się je uporządkować dzięki wkładowi Gross. Taniec Ellie i Diny pierwotnie umieszczono we wstępie gry, ale kiedy zdano sobie sprawę, że wydłużyłoby to wprowadzenie do dwudziestu pięciu minut, zdecydowano się przenieść go na koniec i przedstawić jako retrospekcję, dzięki czemu miał wywrzeć większe wrażenie. W finałowej retrospekcji Ellie i Joel pierwotnie mieli się przytulić, scena ta została jednak zmieniona zgodnie z sugestią Johnson.
Zmiana perspektywy z Ellie na Abby zainspirowana została podobną zmianą z pierwszej części, gdzie gracze w pewnym momencie obejmowali kontrolę nad Ellie, w Part II jest ona jednak znacznie dłuższa i obejmuje mniej więcej połowę gry, co miało pomóc nawiązać więź z postacią. Druckmann stwierdził, że grając Ellie w The Last of Us gracze zachowywali się inaczej i chciał odtworzyć podobną zmianę z Abby w kontynuacji. Zainspirowała go również zmiana postaci w grze Metal Gear Solid 2: Sons of Liberty (2001). Etap rozgrywany jako Abby już w pierwszym rozdziale wprowadzono, żeby przedstawić jej osobowość i słabości, dzięki czemu gracz nie miał rozpatrywać jej w kategorii typowej antagonistki. Początkowo scenarzyści eksperymentowali z przecinającymi się fragmentami rozgrywki jako Ellie i Abby, ostatecznie postawili jednak na dwa dłuższe i ciągłe segmenty. Według Druckmanna, chęć zemsty Ellie znajdowała odzwierciedlenie w Abby, która dokonała już swojej i pomściła śmierć ojca. Testerzy wczesnej wersji finałowego starcia pomiędzy obiema postaciami stwierdzili, że decyzja Ellie o oszczędzeniu Abby bierze się znikąd. Zasugerowano, żeby dodać do niej przebłysk wspomnienia o Joelu grającym na gitarze, co Druckmann uznał za rozwiązanie sprawdzające się dobrze zarówno jako motywacja bezpośrednia, jak i niebezpośrednia. Przez ponad połowę prac nad grą kończyła się ona śmiercią Abby z rąk Ellie. Po powrocie na farmę miała zostać tam zaatakowana i poddana torturom, ale ocalona przez krewnego kogoś, kogo wcześniej zabiła. W odczuciu Druckmanna rozwiązanie to było znaczące, ale zbyt mocno odnosiło się do tematyki i wątków gry, a nie do postaci. Po rozmowach na temat Yary i Leva twórcy stwierdzili, że takie zachowanie ze strony Ellie byłoby niehonorowe, bo mimo wszystko nadal jest w niej dobro. Druckmann chciał, żeby w finałowej walce gracze kibicowali obu postaciom i zdali sobie sprawę, jak bezcelowe jest ich starcie.
Według Gross decyzja Ellie o wytropieniu Abby była podyktowana bardziej chęcią przezwyciężenia PTSD niż zabicia jej. Gross, która w przeszłości sama dwukrotnie cierpiała na stres pourazowy, uznała, że jej odpowiedzialnością jest odpowiednio przedstawić ten aspekt w grze; chciała, żeby gracze, którzy sami mogli doświadczyć PTSD, mieli świadomość, że nie są sami. Scenarzyści chcieli zdekonstruować to, jak przemoc postrzegana jest przez Joela i Ellie: podczas gdy Joel jest w tym względzie obojętny i praktyczny, Ellie zabija, żeby zadośćuczynić południowoamerykańskiej „kulturze honoru”, a przemoc jest silnie związana z jej ego. Część twórców stwierdziła, że obsesja Ellie na punkcie Abby przypomina uzależnienie od narkotyków, a Dina odeszła od niej, uważając, że nigdy nie przezwycięży „głodu”. Według Gross ostatnie ujęcie w grze – Ellie opuszczająca farmę w tle, a na pierwszym planie gitara podarowana jej przez Joela – dowodzi, że Ellie przestała myśleć o śmierci i jest gotowa na coś nowego. Według Druckmanna oznacza ono, że Ellie w końcu przezwyciężyła swoje ego, ale woli, żeby gracze zinterpretowali je we własnym zakresie.
Druckmann uznał, że po The Last of Us wątek fabularny Joela jest kompletny. Jego śmierć była motorem napędowym fabuły już od wczesnych etapów prac nad grą; według Druckmanna, była to scena najtrudniejsza do napisania, odegrania podczas próbnych odczytów scenariusza i nakręcenia. Chociaż zabicie Joela początkowo budziło w studiu obiekcje, w miarę klarowania się fabuły sprzeciw zanikał. We wczesnej wersji scenariusza tuż przed śmiercią Joel miał wymamrotać „Sarah” – imię swojej córki – Baker zasugerował jednak, że nie powinien mówić nic. Podczas gdy śmierć dziewczynki w pierwszej części miała wzbudzać w graczu smutek, to śmierć Joela miała wywoływać gniew. Ellie początkowo była nieobecna na miejscu, a o wszystkim miała dowiedzieć się od Tommy’ego, brata Joela, jednak Druckmann stwierdził, że doświadczenie tego momentu oczyma Ellie pobudzi w graczu gniew. Nie chciał, żeby Joel zginął bohaterską śmiercią, a „obrzydliwą, bezceremonialną i upokarzającą”; początkowo scena była znacznie bardziej drastyczna, ale z czasem stonowano ją, jako że przemoc i krew nie były dla niej kluczowe. Druckmann miał świadomość, że scena może spotkać się z negatywnym odbiorem, uznał jednak, że jest niezbędna do opowiedzenia historii. Przyznał, że renoma, jaką Naughty Dog ma w branży gier komputerowych i wśród ich miłośników, pozwoliła na podjęcie ryzyka, jakiego nie podjęliby inny producenci. We wczesnych wersjach sceny Abby dźga Joela nożem w plecy, a następnie przekręca go, żeby wywołać paraliż, ale jako że nóż jest narzędziem utożsamianym z Ellie, zamieniono go na kij golfowy, żeby dodatkowo zademonstrować siłę Abby.
Poszukując aktorki do roli Abby Druckmann celowo nie chciał obsadzać w niej Laury Bailey ze względu na znaczną liczbę ról, jakie gra; początkowo rozważał powierzenie jej roli Diny. Oglądając jej nagranie z przesłuchania był pod wrażeniem tego, jak dobrze oddaje bardziej bezbronną naturę Abby, podczas gdy inne aktorki podkreślały jej gniew. Bailey stwierdziła, że gra jest dla niej ważna, ponieważ podczas prac nad nią urodziła pierwsze dziecko, a przed ciążą przygotowywała się do roli. W ramach przygotowań studiowała historie osób biorących udział w wojnie i tego, jak radziły sobie z sytuacją. We wczesnych wersjach scenariusza Abby w młodości była świadkiem tego, jak Joel i Tommy napadli grupę łowców, do której należała; wydarzenie to miało mieć miejsce pomiędzy prologiem pierwszej części a przeskokiem o dwadzieścia lat do przodu. Wraz z rozwojem konceptu fabuły koncentrującej się na zemście uznano, że Abby nie powinna mścić się za coś, co wydarzyło się poza kadrem, a jej ojciec powinien być kimś, kogo gracz zabił w The Last of Us i zginął bezpośrednio z ręki Joela. Druckmann chciał, żeby gracze początkowo znienawidzili Abby, ale w miarę rozwoju fabuły mogli się z nią utożsamić; nie chciał, żeby była „idealną” postacią, a współczucie do niej budowano poprzez jej niedoskonałości i dążenie do odkupienia.
Początkowo w grze miały znaleźć się retrospekcje przedstawiające, jak Abby dołączyła do WLF; była to nie do końca świadoma decyzja, ponieważ przywódca grupy znał się ze świetlikami, do których należała wcześniej, i był dla niej autorytetem. Celem zabicia Joela miało być przywrócenie świata do stanu sprzed śmierci ojca, Abby zdaje sobie jednak sprawę, że jest to niemożliwe. Widząc, jak Owen chce walczyć o coś więcej, odnajduje cel w zapewnieniu ochrony Yarze i Levowi; według Druckmanna, wątek odkupienia jest podobny do tego Joela z pierwszej części. Przeszkody, jakie Abby pokonuje, żeby zdobyć sprzęt lekarski dla Yary, mają pokazywać, jak wiele jest w stanie znieść, żeby pomóc dzieciom i odkupić swoje winy. Według Margenau impulsem do porzucenia swoich sojuszników był dla niej Lev i jego bojownicza natura. Jej prośba skierowana do łowców niewolników, żeby oszczędzili Leva, jest zamierzoną paralelą do prośby Ellie, żeby oszczędziła Joela. W finałowej scenie Ellie podtapia Abby w wodzie; Bailey na potrzeby tej sceny wstrzymywała oddech tak długo, dopóki Johnson nie puściła jej, widząc jej zsinione usta. Według Bailey Abby ostatecznie zrozumiała emocje, jakie kierowały Ellie, i pogodziła się ze śmiercią swojego ojca.
Shannon Woodward została zapoznana z Druckmannem przez Groos, z którą pracowała przy Westworld. Druckmann, będący fanem serialu, prowadził rozmowy z Woodward przez kilka miesięcy, zanim zaproponował jej casting do roli Diny. Według Johnson, po długim etapie poszukiwań listę potencjalnych kandydatek do roli zawężono do czterech. Po scenach testowych Johnson stwierdziła, że pomiędzy nią a Woodward od razu pojawiła się chemia; Woodward ostatecznie otrzymała rolę. Aktorka uznała, że ludzie często radzą sobie ze stresem pourazowym poprzez żarty, dlatego często improwizowała je podczas nagrań. Dina reprezentuje społeczność Jackson i tego, co Ellie może stracić, jeżeli całkowicie odda się chęci zemsty, a jej obecność jest dla Ellie promykiem światła. Gross początkowo napisała długi monolog dla Ellie, w którym wyraża ona przed Diną obawy, że może zepsuć ich przyjaźń.
W pierwotnej wersji scenariusza Lev nie był postacią transpłciową; miała być nią Yara (Victoria Grace), ale Druckmann uznał, że lepiej sprawdzi się jako bardziej tradycyjna serafitka. Wskazówki odnośnie do sposobu przedstawienia postaci zapewnili queerowi i transpłciowi pracownicy Naughty Dog, kwestia ta była też konsultowana z wykładowcami queer studies. Kiedy twórcy zwrócili się do agencji aktorskich, chcąc znaleźć odpowiedniego aktora, dowiedzieli się, że żadna z nich nie reprezentuje aktorów transpłciowych. Część zespołu była fanami serialu The OA (2016–2019), w którym jedną z ról grał Ian Alexander; ponieważ w tym czasie nie reprezentowała go żadna agencja, Druckmann zaprosił go na przesłuchanie bezpośrednio. Rozważając pomysł uczynienia Leva postacią transpłciową twórcy stwierdzili, że zapewni to interesującą możliwość przedstawienia przemocy wewnątrz kultu religijnego. Alexander zgodził się zagrać rolę, ponieważ podczas tranzycji towarzyszyły mu podobne emocje i doświadczenia, co Levowi – również wywodzi się z religijnego środowiska i był krytykowany za obcięcie włosów. Stwierdził, że nieprzyjazny świat i środowisko, w jakim dorastał Lev, zmusiły go do przedwczesnego dorośnięcia. Pomimo pewnych oporów twórcy postanowili, że serafici będą używać dawnego imienia Leva, co miało podkreślać różnicę pomiędzy ich transfobią a akceptacją ze strony Abby i Yary. Wątek konsultowany był ze specjalistą z dziedziny religii, żeby był realistyczny, ale nie intencjonalnie obraźliwy. Według Druckmanna Lev jest jedną z najważniejszych postaci w grze, ponieważ oddaje tę samą niewinność, jaką charakteryzowała się Ellie w pierwszej części.

## Oprawa techniczna i rozgrywka
Pracując nad Part II, twórcy przesunęli granice techniczne PlayStation 4, wyciągając z konsoli wszystkie możliwości, co pozwoliło na stworzenie większych lokalizacji i umieszczenie w nich większej liczby przeciwników niż w poprzedniczce. Druckmann stwierdził, że zmniejszenie liczby szczegółów w którymkolwiek miejscu zaburzyłoby poczucie autentyzmu, dlatego zespół bezustannie pracował nad optymalizacją technologii. Na potrzeby gry twórcy opracowali nową technikę animowania postaci, „mapowanie ruchu” (ang. motion mapping), pozwalającą na bardziej realistyczne przejścia pomiędzy poszczególnymi animacjami. Usprawniona sztuczna inteligencja (SI) pozwoliła na nawiązanie głębszych więzi z postaciami, tworzonych i rozwijanych poprzez rozgrywkę. SI przeciwników lepiej rozumie, gdzie w danym momencie znajduje się postać gracza. Dodatkowe animacje wymagały znacznie większej liczby danych i sesji przechwytywania ruchu, niż w przypadku The Last of Us; za pomocą przechwytywania ruchu animowano także sposób, w jaki poruszają się konie i psy.
The Last of Us Part II pierwotnie planowano jako grę z otwartym światem, w którym znalazłby się dwie bazy wpadowe – Jackson i Seattle. Początkowo gracz miał wypełniać zadania jako Abby w Jackson, zanim ujawnione zostałyby jej prawdziwe zamiary, a następnie jako Ellie przemierzałby Seattle, żeby wytropić Abby. Ostatecznie gra powróciła do liniowej rozgrywki, która pozwalała lepiej skoncentrować się na fabule. Jako że Ellie jest bardziej zwinna od Joela, w Part II wprowadzono elementy platformowe pozwalające jej skakać bądź wspinać się w celu pokonania przeszkód czy rozwiązania zagadek; Ellie może też skuteczniej wykonywać uniki i skradać się. Margenau chciał, żeby mechaniki dodane w części drugiej pozwoliły graczowi zanurzyć się w świecie gry bez sprawiania wrażenia „growych”. Niektóre elementy rozgrywki, jak psy tropiące czy imiona przeciwników, dodano w celu wywołania dodatkowych reakcji emocjonalnych. Zespół podkreślił, że gracz powinien czuć się związany z bronią Ellie równie mocno, co ona sama, stąd czasami poświęcano realizm rozgrywki (np. przesadzoną liczbę wrogów zabijanych przez dziewczynę) na rzecz budowania napięcia. Twórcy uznali za „wielką wygraną” możliwość tłuczenia szklanych obiektów, jak chociażby szyby, co było trudne do osiągnięcia zarówno pod względem technicznym, jak i projektowania poziomów. W prototypowych wersjach gry Ellie towarzyszył pies, który mógł przejść pod ogrodzeniami, żeby przynieść dziewczynie niedostępne dla niej przedmioty.
Niektóre sceny, jak chociażby śmierć Owena i Ellie, początkowo miały być interaktywne, ale na późniejszych etapach postanowiono przedstawić je w formie przerywników filmowych, żeby podkreślić ich wydźwięk i znaczenie. Scena tańca Ellie i Diny pierwotnie była bardziej rozbudowana i zawierała elementy interaktywne, jak robienie drinków, ganianie za dziećmi i rozmowa z Cat – byłą dziewczyną Ellie – zostały one jednak usunięte ze względów fabularnych. Pocałunek Ellie i Diny był jedną z najbardziej wymagających dla animatorów scen. Nagrywano ją dwójnasób: bez kasków, żeby aktorki mogły się pocałować, oraz w kaskach – wtedy aktorki „całowały” powietrze, co pozwoliło zarejestrować mimikę ich twarzy. Główny animator przerywników filmowych Eric Baldwin przyznał, że na potrzeby tej sceny konieczne było zaimplementowanie do oprogramowania graficznego Autodesk Maya najdrobniejszych szczegółów, takich jak dynamicznie poruszające się kosmyki włosów czy zarumienienie policzków.
Podczas prac nad Part II studio chciało zwiększyć liczbę opcji przystępności wprowadzonych w Kresie złodzieja, żeby każdy gracz mógł przejść grę bez względu na rodzaj niepełnosprawności. W tym celu twórcy uczęszczali na konferencje poświęcone niepełnosprawnościom i współpracowali ze specjalistami w tej dziedzinie, m.in. z Brandonem Cole’em z Can I Play That? i redaktorem Steve’em Saylorem. W grze udostępniono około sześćdziesięciu opcji przystępności, w tym wskazówki dźwiękowe, opcje kolorystyczne i możliwość dowolnego przypisania przycisków na kontrolerze. Planowanie opcji przystępności rozpoczęto na wczesnym etapie prac, stąd – zdaniem projektanta Matthew Gallanta – udało się ich dodać aż tyle. Najbardziej pracochłonne były tryb wysokiego kontrastu, możliwość dowolnego przypisania przycisków i zamiana tekstu na mowę. Projektanci dbali o to, żeby włączenie opcji przystępności było spójne z tonem i tematyką gry. Schatz przyznała, że szczególnie problematyczne były ułatwienia dla osób z wadami wzroku, a to ze względu na dużą ich różnorodność. Kiedy w ramach opcji przystępności zaproponowano ocenzurowanie przemocy wobec psów, Druckmann odmówił, twierdząc, że zbyt mocno wpłynie to na fabułę. Dodał też, że ocenzurowanie przemocy i krwi złagodziłoby dyskomfort obcowania z grą, a zaprojektowano właśnie w taki sposób, żeby gracz nie czuł się z nią komfortowo. Pomimo braku odgórnego polecenia, twórcy pracowali nad opcjami przystępności w nadgodzinach, chcąc, żeby element ten był dopracowany jak najlepiej.

## Muzyka
Muzykę do gry, podobnie jak do części pierwszej, skomponował i wykonał Gustavo Santaolalla. Powierzono mu zadanie stworzenia emocjonalnych utworów nawiązujących do postaci, a praca nad muzyką do Part II zajęła mu około trzech lat. Zamiast komponować bezpośrednio do materiałów z gry, opierał się na zarysie fabularnym przedstawionym mu przez Druckmanna, a następnie obaj współpracowali ze sobą, żeby dopasować skomponowaną muzykę do scen, co okazjonalnie wymagało wprowadzenia niewielkich zmian. Santaolalla co jakiś czas dostarczał twórcom krótkie fragmenty, które często inspirowały Druckmanna do napisania nowych, bazujących na nich scen. Ponieważ kiedy komponował gra nadal znajdowała się w produkcji, polegał na jej fabule, postaciach i dostarczanych przez twórców grafikach; jak stwierdził, podczas pracy nad częścią pierwszą nauczył się „języka wizualnego”, przez co tworzenie utworów w taki sposób nie nastręczało mu problemów. Chciał zachować i rozbudować motywy z The Last of Us, ale jednocześnie dodać nowe. Podczas pracy nadal korzystał z ronroco – instrumentu, z którego jest rozpoznawalny i na którym komponował muzykę do poprzedniczki – którego „kobiece” dźwięki oddawały wartości Ellie. W motywie przewodnim wykorzystał banjo, które jego zdaniem podkreśla amerykańskie pochodzenie gry oraz miejsce jej akcji; chociaż początkowo był niechętny wykorzystaniu tego instrumentu, został do tego zachęcony przez twórców. Muzyka towarzysząca scenie śmierci Joela miała budować lęk, ale też oddawać wrażenie czegoś nieuniknionego, w przeciwieństwie do muzyki towarzyszącej śmierci Sary w części pierwszej – nagłej i wywołującej smutek. Druckmann chciał, żeby muzyka oddziaływała wspólnie z fabułą, np. kiedy Abby zdobywa środki medyczne dla Yary, muzyka symbolizuje jej odkupienie, a kiedy w finale chroni Leva – relację pomiędzy nimi.
Dodatkowa muzyka, towarzysząca walce, została napisana przez Maca Quayle’a. Do projektu dołączył na początku 2018 roku, a twórcy zaproponowali mu udział w nim w dużej mierze dzięki zapoznaniu się z jego pracą przy serialu telewizyjnym Mr. Robot (2015–2019). Quayle, słabo obeznany z grami komputerowymi, zakupił playstation 4 i The Last of Us, żeby zapoznać się z grą, zanim podejmie decyzję, czy chce zaangażować się w prace nad jej kontynuacją. Prace nad muzyką rozpoczął w maju 2018, a ostatnie utwory dostarczył w styczniu 2020; stwierdził, że w porównaniu z pracą przy filmie czy serialu, gry komputerowe charakteryzują się w tym względzie mniej napiętymi terminami. Naughty Dog rozważało potencjalną współpracę pomiędzy Santaolallą i Quayle’em, ostatecznie była ona jednak nieznaczna. Wspólnie odbyli tylko trzydniową sesję nagraniową w siedzibie PlayStation w październiku 2018, podczas której eksperymentowali z różnymi dźwiękami i instrumentami, chcąc stworzyć „rytmy i faktury”, które zostaną później użyte w grze. Quayle przyznał, że w pracy jego i Santaolalli widać duże podobieństwa, a twórcy „wyraźnie wiedzieli, czego chcą”. Jego muzyka miała oddawać „nieprzemijające napięcie” rozgrywki, popychając akcję do przodu oraz podkreślając suspens i niepokój. Zespół chciał uniknąć muzyki, która brzmiałaby „zbyt elektronicznie albo zbyt organicznie i naturalnie”. Quayle, podobnie jak Santaolalla, nie pisał muzyki bezpośrednio do określonych scen, a inspirował się przekazanymi mu wczesnymi materiałami z rozgrywki. Tworząc muzykę korzystał z oprogramowania Logic Pro, w którym znacząco modyfikował brzmienie niektórych instrumentów. Przy pracy nad Part II korzystał przede wszystkim z gitary basowej i wiolonczeli, a do współpracy zaprosił profesjonalną wiolonczelistkę.
Piosenki grane na gitarze stały się znaczącym elementem charakteru i rozwoju postaci Ellie. Druckmann stwierdził, że granie na gitarze pozwala jej wydobyć wspomnienia i emocje, a kiedy w finale gry traci dwa palce, odcina ją to od wspomnień i dawnych relacji. Piosenka „Future Days” z repertuaru Pearl Jam posłużyła za motyw relacji Ellie i Joela. Pierwotnie wykorzystano ją w niewyemitowanym epilogu One Night Live, kiedy Joel śpiewa ją Ellie. Druckmann przyznał, że Sony wątpiło, czy studiu uda się uzyskać zgodę na wykorzystanie piosenki w Part II. Menedżer zespołu udzielił takowej po tym, jak twórcy przedstawili mu zarys fabularny gry, udostępnili playstation 4 i kopię pierwszej części oraz pokazali zwiastun, którego nie przedstawiono jeszcze Sony. Chociaż album Lightning Bolt, z którego pochodzi utwór, został wydany dwa tygodnie po tym, jak w uniwersum The Last of Us rozpoczęła się pandemia, Druckmann stwierdził, że kiedy usłyszał go na koncercie Pearl Jam uznał, że nada on grze realizmu. Dodał też, że zespół wykonał utwór na żywo w lipcu 2013, a nagranie z tego występu zostało udostępnione na YouTubie, stąd mógł on być znany Joelowi.
W połowie 2014 Sony skontaktowało się z Shawnem Jamesem, chcąc zdobyć pozwolenie na wykorzystanie jego piosenki „Through the Valley”. James nie wiedział, w jakim kontekście utwór zostanie wykorzystany, dopóki w grudniu 2016 nie zobaczył zwiastuna gry z PlayStation Experience. Druckmann stwierdził, że piosenka ta bardzo mu się podoba, ponieważ świetnie oddaje emocje i mrok Part II. Po opublikowaniu zwiastuna piosenka stała się viralem, a w brytyjskim Spotifyu znalazła się na szczycie zestawienia piosenek viralowych. Naughty Dog udało się również zdobyć pozwolenie na wykorzystanie w jednej ze scen „Take on Me” z repertuaru A-ha; pomogła w tym Gross, przyjaźniąca się z Lauren Savoy, żoną Paula Waaktaara-Savoya – gitarzysty zespołu. Druckmann przyznał, że tekst piosenek odnosi się do tematyki gry, chociaż w niefrasobliwy sposób. Chciał, żeby scena, w której pojawia się „Take on Me” była opcjonalna, dzięki czemu miałaby większe znaczenie, reszta zespołu optowała za tym, żeby nie można było jej przeoczyć. Johnson współpracowała z trenerką głosu Melissą Reese, twórcy uznali jednak, że jej głos stał się zbyt czysty, dlatego poprosili, żeby celowo śpiewała fałszywiej.

## Projekt dźwięku
Projektanci dźwięku w Naughty Dog stworzyli system mierzący poziom zmęczenia grywalnej postaci, do którego dostosowują się dźwięki oddechu. Odgłosy wydawane przez człapaczy – nowy rodzaj przeciwnika – stworzył projektant dźwięku Beau Anthony Jimenez, wydając podniebienne klikające dźwięki w rurkę skierowaną do wyściełanego wiadra; całość nagrano przy pomocy mikrofonu ultradźwiękowego, a następnie nałożono na jeszcze jeden dźwięk podniebienny. Aktor głosowy Raul Ceballos nagrał krzyki człapaczy, a Steve Blum ich chrząknięcia. Odgłosy wybuchów nagrywano miażdżąc owoce i otwierając kamizeli ratunkowe; dodatkowy efekt osiągnięto poprzez wydmuchiwanie owsianki z miechów. Dźwięki kwasu przeżerającego powierzchnie osiągnięto poprzez kapanie wodą na płomień pilotujący i topienie lodu na rozgrzanej patelni.
Długo dyskutowaną kwestią były gwizdy, którymi posługują się serafici; przygotowania do prezentacji tego aspektu gry rozpoczęły się na początku 2018. Początkowo opierano się na językach gwizdów takich jak silbo i sfryria, ale stwierdzono, że są one znacznie bardziej wyszukane, niż wymaga tego gra. W celu osiągnięcia dobrego efektu twórcy nawiązali współpracę z profesjonalnym gwizdaczem, ale uznali, że wynik brzmi zbyt „ptasio”. Główny dialogista Maged Khalil i graficzka interfejsu użytkownika Maria Capel nagrali około godziny gwizdnięć, które dialogista Grayson Stone pogrupował na czternaście kategorii, w zależności od ich długości, tonu i dźwięczności. Po wprowadzeniu pewnych zmian zdecydowano się na dwadzieścia sześć kategorii, z których każda niosła inne informacje. Aktorzy głosowi Stevie Mack i Lisa Marie nagrali ostateczne wersje gwizdów, podzielone na trzy style, różniące się jakością. Zespół chciał, żeby napisy dialogowe oddawały sens gwizdnięć bez podawania ich dokładnego znaczenia, w tym celu skonsultowano się ze specjalistką ds. przystępności Morgan Baker. Rozważano również dodanie innych form komunikacji, np. stukanie w drzewa czy kołatanie, pomysł ten jednak porzucono, ponieważ wymagałby stworzenia dodatkowych animacji, grafik i dodatkowego projektowania dźwięku.

## Dystrybucja
The Last of Us Part II zapowiedziano 3 grudnia 2016 na konwencie PlayStation Experience. Podczas targów Electronic Entertainment Expo 2018 Druckmann stwierdził, że studio nie poda daty premiery, dopóki gra nie będzie „bardzo bliska ukończenia”, żeby nie zawieść fanów. 24 września 2019, w ramach prezentacji State of Play, Naughty Dog zapowiedziało premierę na 21 lutego 2020; miesiąc później, 25 października, została ona przesunięta na 29 maja, żeby „mieć pewność, że gra spełni wszystkie wewnętrzne standardy Naughty Dog”. 2 kwietnia Sony poinformowało, że gra jest niemal ukończona, ale ze względu na problemy logistyczne spowodowane pandemią Covidu-19 premiera została opóźniona na czas nieokreślony; zespół wykorzystał dodatkowy czas, żeby jeszcze bardziej dopracować grę. Pod koniec tego samego miesiąca do Internetu wyciekły materiały filmowe przedstawiające rozgrywkę i przerywniki filmowe oraz zdradzające istotne wątki fabularne, w tym śmierć Joela i Abby jako grywalną postać. Druckmann napisał na Twitterze, że jest „zdruzgotany” wyciekiem, zarówno ze względu na dobro fanów, jak i twórców, którzy pracowali nad grą od lat. Kilka dni później Sony poinformowało, że udało się zidentyfikować osoby odpowiedzialne za wyciek i że nie są one powiązane ani z Sony, ani z Naughty Dog. Według Schreiera, hakerom udało się dostać na serwery studia wykorzystując słabe zabezpieczenia wykorzystane w którejś z jego poprzednich gier. 27 kwietnia Sony podało nową datę premiery – 19 czerwca – która okazała się ostateczna. 19 maja 2021 udostępniono aktualizację dla posiadaczy PlayStation 5 umożliwiającą grę z prędkością sześćdziesięciu klatek na sekundę.

## Marketing i promocja

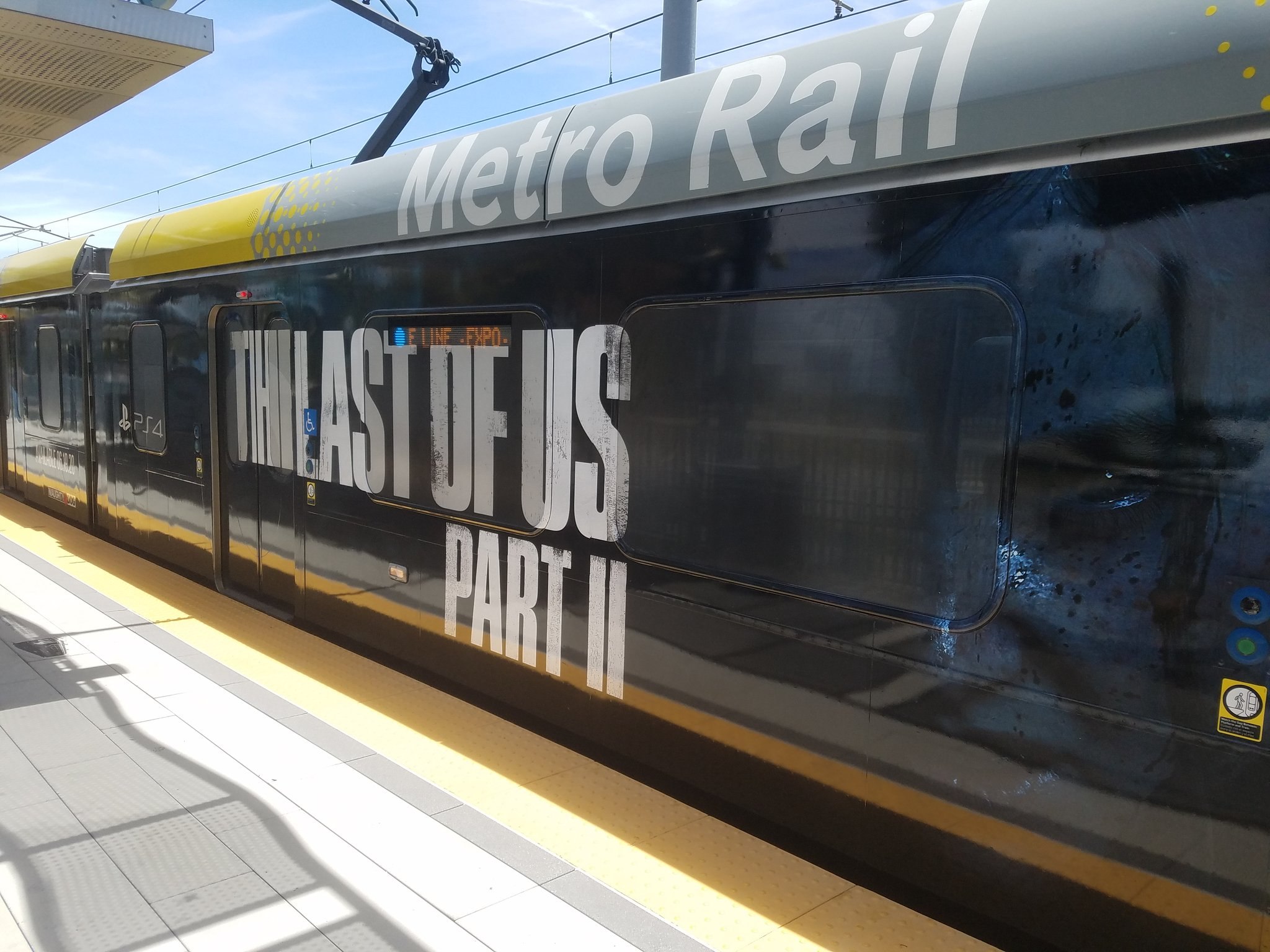
Pociąg z reklamą gry w Santa Monice.

The Last of Us Part II była intensywnie promowana poprzez zwiastuny. Pierwszy z nich zaprezentowano wraz z zapowiedzią gry; zapowiadał on powrót Ellie i Joela, a towarzyszył mu cover „Through the Valley” Shawna Jamesa w wykonaniu Johnson. Wyróżniony został mianem najlepszego zwiastuna 2016 przez portal Behind the Cinematic. W grudniu 2016 podczas konwentu PlayStation Experience zorganizowano poświęcony grze panel dyskusyjny, w którym udział wzięli Druckmann, Johnson i Baker. Drugi zwiastun – przedstawiający Abby, Yarę i Leva – zaprezentowano w październiku 2017 podczas Paris Games Week. Druckmann przyznał, że nowe postacie „są integralną częścią następnej przygody Ellie i Joela”. Chociaż zwiastun spotkał się z pozytywnym przyjęciem, niektórzy krytykowali przedstawioną w nim przemoc. Według Maksa Scoville’a z IGN-u zaprezentowanie nowych postaci wyłącznie poprzez przemoc i nieprzedstawienie jej kontekstu było „nie na miejscu”. Jim Ryan, prezes Sony Interactive Entertainment Europe, bronił zwiastuna, twierdząc, że reklamuje on stworzoną przez dorosłych grę komputerową dla dorosłych. Druckmann wyjaśnił: „Tworzymy grę o cyklu przemocy, chcąc opowiedzieć o brutalnych działaniach oraz ich wpływie. Przyświeca nam cel, żeby gracz czuł się obrzydzony przemocą, której sam się dopuszcza”.
Podczas PlayStation Experience w grudniu 2017 odbył się panel dyskusyjny z udziałem Druckmanna, Gross, Johnson, Bakera, Bailey, Alexandera i Grace; poprzedził go występ Johnson i Bakera wykonujących „The Wayfaring Stranger” Johnny’ego Casha. W czerwcu 2018 materiały z Part II prezentowano podczas targów Electronic Entertainment Expo, ujawniając wtedy postacie Diny i Jessego. Przedstawiono również scenę pocałunku Ellie i Diny, która była chwalona za namiętność i wiarygodność, a będącą rzeczą często uważaną za trudną do zanimowania. Krytycy chwalili także usprawnioną oprawę graficzną, sztuczną inteligencję przeciwników i walkę. Druckmann przyznał, że ze względu na otwartość przedstawianego na targach poziomu, zespół ćwiczył i przechodził go wielokrotnie, żeby znaleźć optymalny sposób na jego zaprezentowanie. Podczas panelu E3 Coliseum gośćmi byli Druckmann, Newman, Margenau, Johnson i Woodward.
Kolejny zwiastun opublikowano we wrześniu 2019 podczas prezentacji State of Play; następnie wypuszczono dodatkowe materiały promocyjne w ramach Outbreak Week (tygodnia, w którym w uniwersum The Last of Us rozpoczęła się zaraza), w tym materiały zza kulis, zapowiedzi gadżetów związanych z marką oraz wersje demonstracyjne dla dziennikarzy. W tym samym tygodniu Naughty Dog zapowiedziało również kilka specjalnych wydań gry: cyfrowa edycja deluxe zawierała cyfrową ścieżkę dźwiękową, artbook i motyw użytkownika do wykorzystania na PlayStation 4, a edycja kolekcjonerska dodatkowo steelbook, papierowy artbook, bransoletkę i figurkę Ellie. Ellie Edition wzbogacona została o replikę plecaka Ellie i płytę winylową z niektórymi utworami z gry.
Zwiastun fabularny opublikowano 6 maja 2020, zaś pomiędzy 13 maja a 6 czerwca studio udostępniało serię materiałów zza kulis poświęconych produkcji gry, jej fabule, rozgrywce i świecie przedstawionym. 27 maja odbyło się State of Play poświęcone wyłącznie Part II, podczas którego zaprezentowano dłuższą demonstrację rozgrywki. 3 czerwca wypuszczono animowaną reklamę z akustycznym coverem „True Faith” zespołu New Order. Cover zainspirowany został wersją wykonywaną przez Lotte Kestner, która nie została wspomniana jako współautorka; kiedy wypomniała to Naughty Dog, Druckmann wystosował przeprosiny, a studio opatrzyło materiał stosownym komentarzem. 10 czerwca opublikowano ostatni zwiastun przedpremierowy. Druckmann przyznał, że dział marketingu nalegał na to, żeby kampania reklamowa była bardziej szczera odnośnie do fabuły, on jednak nie chciał zdradzać przed premierą ważniejszych zwrotów akcji. W zwiastunach postacie celowo były zamieniane na inne, żeby nie zdradzić za dużo; Druckmann przyznał, że zainspirowała go kampania promocyjna Metal Gear Solid 2: Sons of Liberty, koncentrująca się wyłącznie na Solid Snake’u, który był grywalną postacią tylko w prologu, podczas gdy przez resztę gry gracz wcielał się w inną postać. W dniu premiery PlayStation Australia opublikowało cover „Through the Valley” w wykonaniu Tash Sultany.
Gra promowana była szeregiem gadżetów, takimi jak ubrania, figurki czy replika gitary Ellie. Sony wyprodukowało sprzęt z logo i grafikami z Part II, w tym PlayStation 4 Pro, kontroler DualShock 4, bezprzewodowe słuchawki i – we współpracy z Seagate’em – dysk twardy. W czerwcu 2020 wydano The Art of The Last of Us Part II, dwustustronicowy artbook z grafikami koncepcyjnymi z gry. Po premierze część twórców i obsady promowała grę, uczestnicząc w różnych internetowych talk-shows i podcastach. W czerwcu 2020 rozpoczęto emisję wydawanego przez Sony The Official The Last of Us Podcast, prowadzonego przez Christiana Spicera, w którym rozmawiał on z aktorami i twórcami. Z okazji The Last of Us Day we wrześniu 2020 studio zapowiedziało nowe gadżety związane z grą, w tym ścieżkę dźwiękową na płycie winylowej, grę planszową, figurki i plakaty. 3 grudnia 2020 opublikowano zwiastun koncentrujący się na Abby. W czerwcu 2021, z okazji pierwszej rocznicy premiery, zapowiedziano kolejne gadżety, w tym figurkę Abby stworzoną we współpracy z Dark Horse Direct. W sierpniu 2022 Naughty Dog ogłosiło współpracę z firmą Chivas Brothers mającą na celu wypuszczenie na rynek inspirowanej Part II czterdziestoprocentowej whisky Moth & Wolf, nawiązującej nazwą do tatuażu Ellie i organizacji, do której przynależała Abby.